# Dolomedes noukhaiva
Espèce
Dolomedes noukhaiva est une espèce d'araignées aranéomorphes de la famille des Dolomedidae.

## Distribution
Cette espèce est endémique des îles Marquises en Polynésie française.

## Systématique et taxinomie
Cette espèce a été décrite par Walckenaer en 1847.

## Étymologie
Son nom d'espèce lui a été donné en référence au lieu de sa découverte, Nuku Hiva.

## Publication originale
- Walckenaer, 1847 : « Dernier Supplément. » Histoire naturelles des Insectes. Aptères. Paris, vol. 4, p. 365-564.